# Рассел Мвафулірва
Рассел Мвафулірва (англ. Russell Mwafulirwa, нар. 24 лютого 1983, Зомба) — малавійський футболіст, що грав на позиції нападника.
Виступав, зокрема, за клуб «Джомо Космос», а також національну збірну Малаві.

## Клубна кар'єра
Народився 24 лютого 1983 року в місті Зомба.
У дорослому футболі дебютував 2001 року виступами за команду клубу «Буллетс», в якій провів один сезон, взявши участь у 36 матчах чемпіонату. 
Своєю грою за цю команду привернув увагу представників тренерського штабу клубу «Джомо Космос», до складу якого приєднався 2002 року. Відіграв за команду з Йоганнесбурга наступні чотири сезони своєї ігрової кар'єри.
Згодом з 2006 по 2015 рік грав у складі команд клубів «Аякс» (Кейптаун), «Норрчепінг», «Джомо Космос» та «Слейпнер».
Завершив професійну ігрову кар'єру у клубі «Мзузу Юніверсіті», за команду якого виступав протягом 2016 року.

## Виступи за збірну
У 2002 році дебютував в офіційних матчах у складі національної збірної Малаві. Протягом кар'єри у національній команді, яка тривала 12 років, провів у формі головної команди країни 43 матчі, забивши 9 голів.
У складі збірної був учасником Кубка африканських націй 2010 року в Анголі.